# Cubo (Marvel Comics)
El Cubo es una prisión ficticia que aparece en los cómics publicados por Marvel Comics.

## Historia
El Cubo fue construido como una prisión para supervillanos irradiados. La ubicación de El Cubo es desconocida, ya que solamente los Agentes de alto rango de S.H.I.E.L.D. saben de su existencia. Su "programa de rehabilitación de villanos" controla a los presos para servir a S.H.I.E.L.D. Noh-Varr fue visto como un preso allí cuando fue visitado por los Illuminati cuando demostraron su conexión Kree con los Inhumanos y su deseo de proteger la Tierra y trató de convencer a Noh-Varr de usar sus poderes para proteger la Tierra y guiar a los humanos para superarse.
Durante la historia Civil War, el Alcaide sin nombre controla mentalmente a Noh-Varr para capturar a los Jóvenes Vengadores y a los Runaways y llevarlos a El Cubo. Cuando el Alcaide siente que la misión fue completada exitosamente, ordena la recuperación de Noh-Varr. A medida que los Jóvenes Vengadores y los Runaways asaltan El Cubo, él les involucra en la batalla. Después de una breve lucha, Noh-Varr es derrotado y Visión II invierte el control mental de El Cubo sobre él. Es visto tomando el control de El Cubo, declarándolo como la ciudad capital del nuevo Imperio Kree.
Durante la historia "Secret Invasion", El Cubo es golpeado por un virus modificado Skrull que desactiva El Cubo. Noh-Varr luego decidió que era "hora de irse".
Durante la historia "Dark Reign", Norman Osborn se hace cargo de El Cubo y lo utiliza como base para su equipo de Thunderbolts.

## Miembros del personal
- Alcaide Anónimo - El primer alcaide de El Cubo. Fue derrocado por Noh-Varr.
- Noh-Varr

## Reclusos conocidos
- Noh-Varr
- Doctor Midas
- Exterminatrix

## Ultimate Marvel
- En el universo Ultimate Marvel, el nuevo Director Flumm de S.H.I.E.L.D. prometió poner a Anthony Stark, Thor, y Spider-Woman en El Cubo, con la única interna conocida siendo Betty Ross, Hulka.[8]

## En otros medios

### Televisión
- El Cubo aparece en Los Vengadores: los héroes más poderosos de la Tierra. Esta versión es descrita como una prisión donde los supervillanos con poderes gamma están presos. Los reclusos conocidos incluyen a Bi-Bestia, los U-Foes (Vapor, Ironclad, X-Ray, Vector), Loco, Abominación, Líder, la Brigada de Demolición (Demoledor, Bulldozer, Martinete, Bola de Trueno), Zzzax, y el Hombre Radioactivo. En "Hulk contra el Mundo" Bruce Banner se encuentra con el Hombre Absorbente en un café donde se mencionó que el Hombre Absorbente había escapado de El Cubo, y que Banner teme que El Cubo esté siendo utilizado para convertir a los villanos en armas. Bruce Banner más tarde termina en El Cubo después de que Hulk fue derrotado por la Viuda Negra así como el Hombre Absorbente es devuelto a El Cubo también. Cuando Ojo de Halcón interroga a Bruce sobre por qué Hulk salvó la nave que contenía su tripulación en vez de huir, Bruce también menciona que El Cubo está almacenando las muestras de ADN de los internos con poderes gamma para hacer un ejército de Hulks. Viuda Negra después roba el frasco que contiene el ADN de Hulk de El Cubo y planea dárselo a Hydra. En "La Fuga," El Cubo es una de las cuatro prisiones principales de supervillanos mencionadas en el primer episodio de la serie como una fuga en masa es efectuada con éxito junto con las otras tres prisiones liberando los prisioneros de las cuatro prisiones. Después de que Hulk se retira con Doc Samson, Líder asume el control de El Cubo. En "La búsqueda de la pantera," una unidad Hulkbuster intenta recuperar El Cubo sólo para ser defendido por Abominación y un campo de fuerza que cubre El Cubo. En "Mundo Gamma" Parte 1, los Vengadores y Doc Samson tuvieron que usar trajes especiales con el fin de pasar el domo gamma que convierte a cualquiera expuesto a ella en Monstruos Gamma con el fin de entrar en El Cubo. Tuvieron que luchar por su camino tras Zzzax, los U-Foes, y la Brigada de Demolición, para destruir el generador del Domo Gamma. Eso fue un éxito, pero el Líder tenía otro en Las Vegas.